# Bibliotheca Corviniana
Bibliotheca Corviniana, je jedna od najvećih biblioteka iz doba renesanse. Osnovao ju je Matija Korvin, hrvatsko-ugarski kralj između 1458. i 1490. čiji je dvor u Budimu u 15. stoljeću bio središte humanističke djelatnosti. 
Do Korvinove smrti, knjižnica se sastojala od oko 3000 kodeksa ili "Corvinae" hrv. "Korvinika" koji su uključivali 4000-5000 djela, uglavnom klasičnih grčkih i latinskih autora. Osmanska invazija na Ugarsku u 16. stoljeću raspršila je ili uništila velik dio kodeksa. Oko 650 sačuvanih kodeksa danas se nalazi u knjižnicama u Mađarskoj i Europi.

## Vanjske poveznice
- Bibliotheca Corviniana Digitalis